# Leonid Georgijevič Belousov
Leonid Georgijevič Belousov, sovjetski letalski častnik, vojaški pilot, letalski as, pisatelj in heroj Sovjetske zveze, * 3. marec 1909, † 7. maj 1998.
Belousov je v svoji vojaški službi dosegel 5 samostojnih zračnih zmag.

## Življenjepis
Med zimsko vojno je dosegel 5 zračnih zmag.
Decembra 1941 so mu morali amputirati obe nogi, a se je vseeno vrnil k vojnem letalstvu. 
Letel je v 13. lovskem in 4. gardnemu lovskemu letalskemu polku Baltiške flote.

## Dela
- Velenie Dolga